# Zaczeska

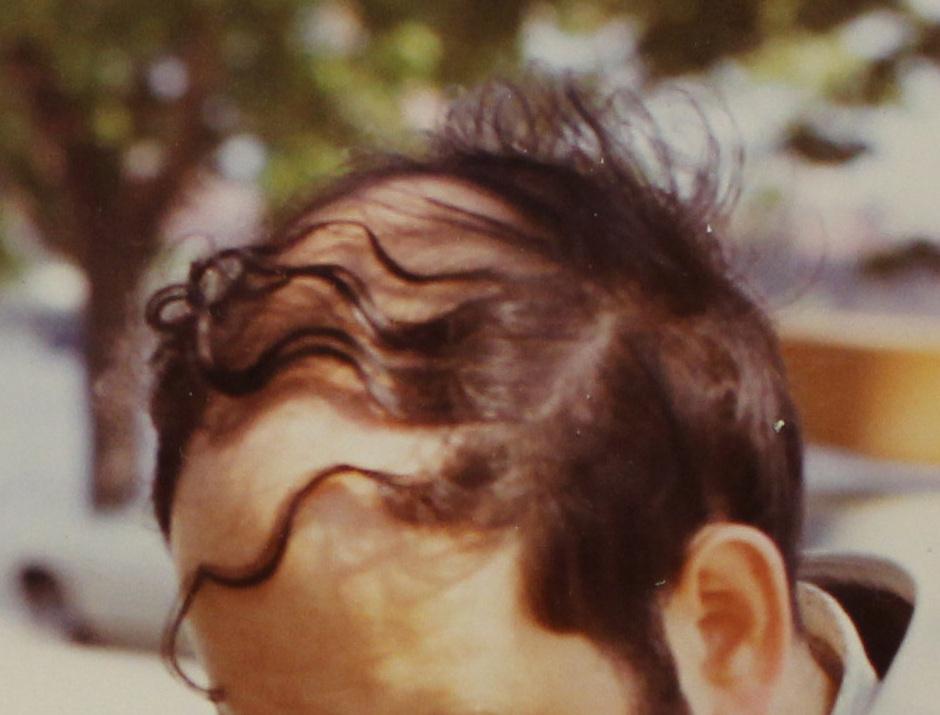
Nieudolnie wykonana zaczeska

Zaczeska (także pożyczka, ang. combover) – fryzura głównie noszona przez łysiejących mężczyzn, polegająca na zaczesaniu dłuższych włosów na łysiejące miejsca.

## Przykłady znanych osób

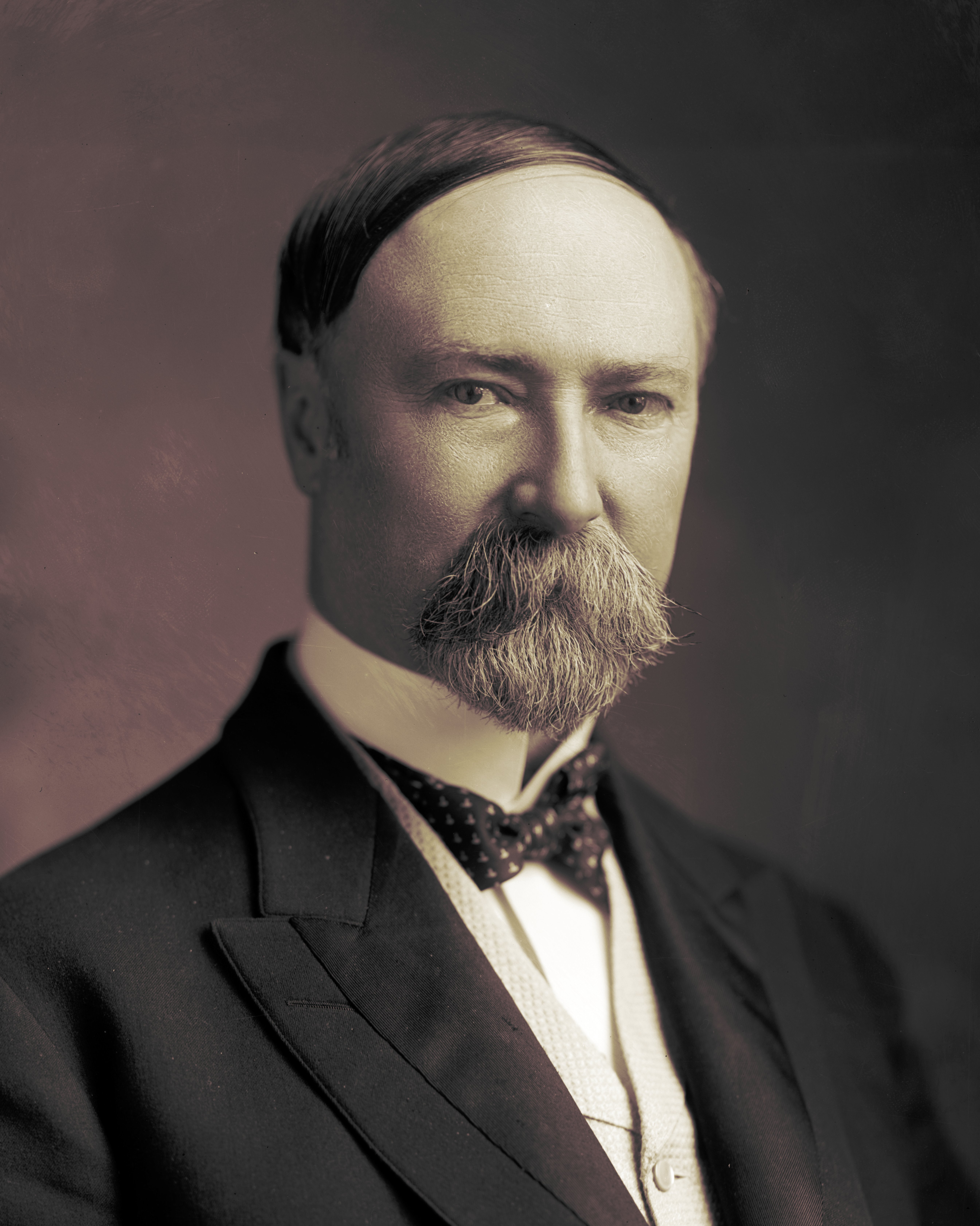
Charles Warren Fairbanks
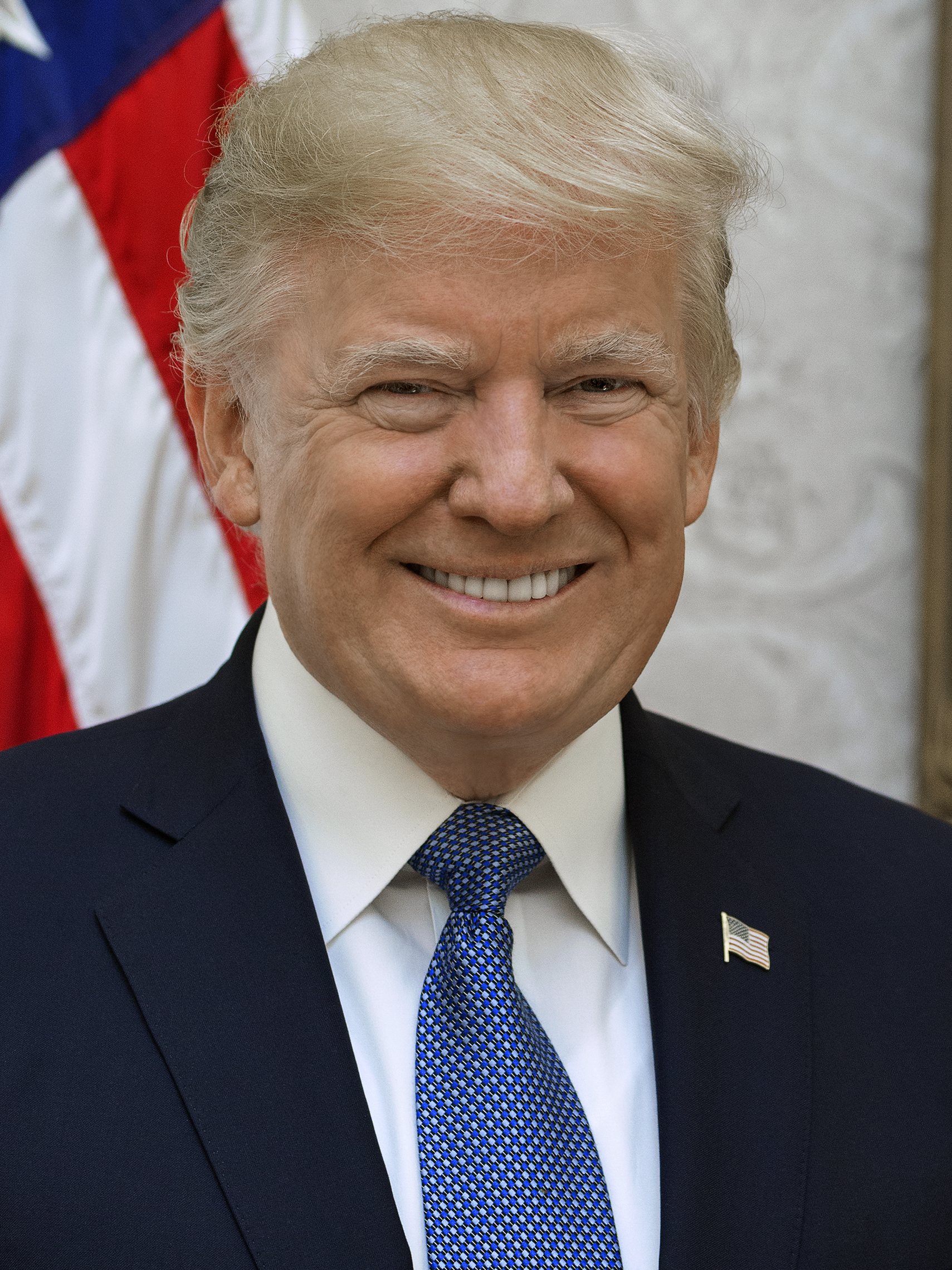
Donald Trump
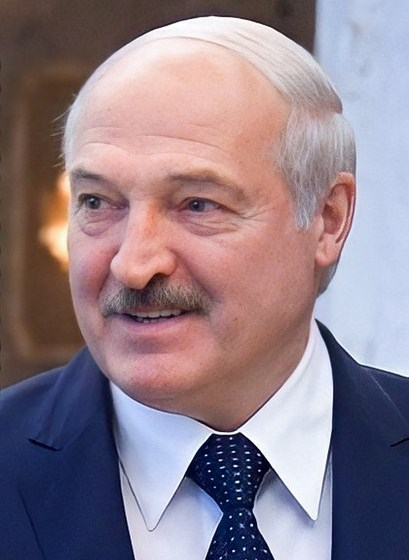
Alaksandr Łukaszenka